# Jeezy

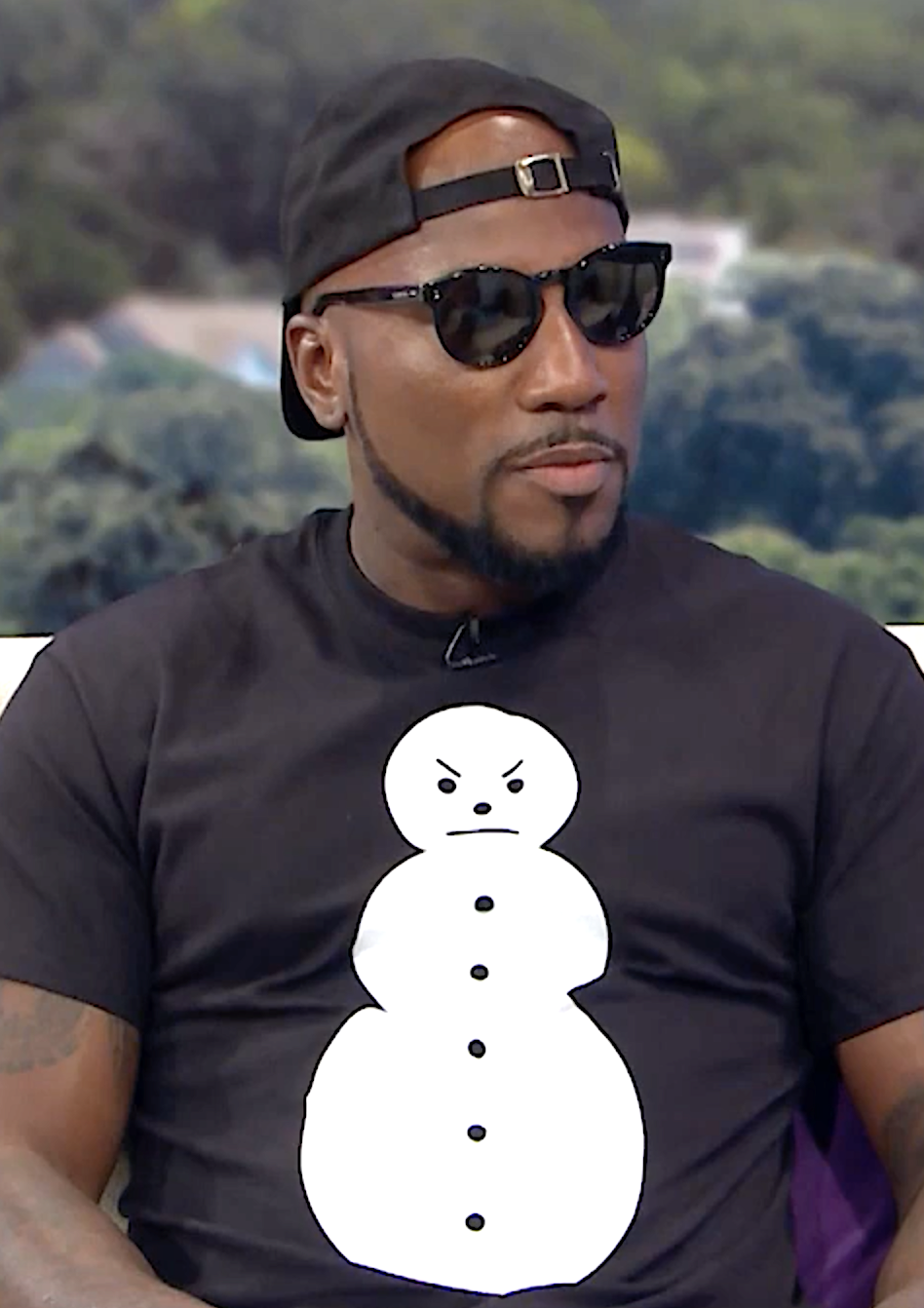
Young Jeezy 2019

Jeezy (* 28. September 1977 in Columbia, South Carolina; bürgerlicher Name Jay Wayne Jenkins), ehemals bekannt als Young Jeezy, ist ein US-amerikanischer Rapper. Er ist aktuell bei Def Jam unter Vertrag, ehemals mit der Hip-Hop-Gruppe Boyz n Da Hood bei Bad Boy Records.

## Musik
Nach der Singleauskopplung And Then What im Juni 2005 wurde am 26. Juli 2005 sein erstes Soloalbum Let’s Get It: Thug Motivation 101 veröffentlicht. Dieses brachte ihm und seinem Label Def Jam Doppel-Platin (über 2.000.000 verkaufte Tonträger) und damit einen nicht vorauszusehenden Erfolg. Das Album stand für eine Woche auf Platz 1 der US-Charts. Sein Markenzeichen, die Adlibs (z. B. „yeeeah“ oder „let’s get it“) sind auch der Ansatzpunkt seiner Kritiker, die ihm mangelndes Textniveau vorwerfen.
Young Jeezy hat im Jahr 2005 in zahlreichen Singles anderer Rapper und Sänger wie z. B. Soul Survivor mit Akon, die erfolgreiche Single von Gucci Mane So Icy und Dem Boyz von Boyz n Da Hood mitgewirkt. Er war auch am Remix von Mariah Careys Hit Shake It Off mit Jay-Z beteiligt.
Am 12. Dezember 2006 ist sein zweites Soloalbum The Inspiration: Thug Motivation 102 erschienen.
Nachdem er 2005 mit Soul Survivor mit Platz 4 der US-Charts seinen größten eigenen Hitparadenerfolg gehabt hatte, gelang ihm 2008 zusammen mit Usher und dessen Hit Love in This Club der Sprung an die Spitze der Singlecharts.
Am 2. September 2008 ist sein Album The Recession erschienen. Die erste Single hieß Put On, die er zusammen mit Kanye West aufnahm und die am 2. Mai 2008 erschien. Die zweite Single hieß Vacation. Das Album verkaufte sich über 500.000 Mal.

## Diskografie

### Alben
| Jahr | Titel                                  | Höchstplatzierung, Gesamtwochen, AuszeichnungChartsChartplatzierungen (Jahr, Titel, Platzierungen, Wochen, Auszeichnungen, Anmerkungen) | Anmerkungen                                         |
| Jahr | Titel                                  | US | Anmerkungen                                         |
| ---- | -------------------------------------- | --- | --------------------------------------------------- |
| 2005 | Let’s Get It: Thug Motivation 101      | US2 ×2Doppelplatin · (48 Wo.)US | Erstveröffentlichung: 26. Juli 2005                 |
| 2006 | The Inspiration: Thug Motivation 102   | US1 Platin · (30 Wo.)US | Erstveröffentlichung: 12. Dezember 2006             |
| 2008 | The Recession                          | US1 Platin · (45 Wo.)US | Erstveröffentlichung: 2. September 2008             |
| 2011 | Thug Motivation 103: Hustlerz Ambition | US3 Platin · (36 Wo.)US | Erstveröffentlichung: 20. Dezember 2011             |
| 2014 | Seen It All: The Autobiography         | US2 Gold · (16 Wo.)US | Erstveröffentlichung: 2. September 2014             |
| 2015 | Church in These Streets                | US4 (7 Wo.)US | Erstveröffentlichung: 13. November 2015             |
| 2016 | Trap or Die 3                          | US1 Gold · (6 Wo.)US | Erstveröffentlichung: 28. Oktober 2016              |
| 2017 | Pressure                               | US6 (5 Wo.)US | Erstveröffentlichung: 15. Dezember 2017             |
| 2019 | TM 104: The Legend of the Snowman      | US5 (4 Wo.)US | Erstveröffentlichung: 23. August 2019               |
| 2020 | Twenty/20 Pyrex Vision                 | US115 (1 Wo.)US | Erstveröffentlichung: 27. März 2020 EP              |
| 2020 | The Recession 2                        | US19 (2 Wo.)US | Erstveröffentlichung: 20. November 2020             |
| 2022 | Snofall                                | US9 (3 Wo.)US | Erstveröffentlichung: 21. Oktober 2022 mit DJ Drama |
| 2023 | I Might Forgive… But I Don’t Forget    | US21 (2 Wo.)US | Erstveröffentlichung: 3. November 2023              |

Weitere Studioalben
- 2001: Thuggin’ Under the Influence (als Lil’ J)
- 2003: Come Shop Wit’ Me

### Kollaboalben
| Jahr | Titel          | Höchstplatzierung, Gesamtwochen, AuszeichnungChartsChartplatzierungen (Jahr, Titel, Platzierungen, Wochen, Auszeichnungen, Anmerkungen) | Anmerkungen                                            |
| Jahr | Titel          | US | Anmerkungen                                            |
| ---- | -------------- | --- | ------------------------------------------------------ |
| 2005 | Boyz n da Hood | US5 (14 Wo.)US | Erstveröffentlichung: 21. Juni 2005 mit Boyz n da Hood |
| 2007 | Cold Summer    | US4 (17 Wo.)US | Erstveröffentlichung: 17. Oktober 2007 mit U.S.D.A     |

### Mixtapes
- 2004: Gangsta Grillz: Streets Iz Watchin
- 2005: Gangsta Grillz: Trap or Die
- Self Motivation
- 2006: Can’t Ban the Snowman
- 2006: I Am the Street Dream
- 2007: Young Jeezy presents: Cold Summer – The Authorized Mixtape (feat. U.S.D.A.)
- The Shield Gang – All Eyez on Us (Young Jeezy, Slick Pulla, Boo, Bloodraw, 211, Roccet)
- DJ Chuck T presents Young Jeezy – The Lost Tapes
- 2009: Trappin’ Ain’t Dead
- 2010: Thug Motivation 103
- 2011: The Real Is Back
- 2011: The Real Is Back 2
- 2012: It’s tha World
- 2013: It’s tha World 2
- 2015: Gangsta Party
- 2015: Politically Correct

### Singles
| Jahr | Titel Album                                            | Höchstplatzierung, Gesamtwochen, AuszeichnungChartplatzierungen (Jahr, Titel, Album, Platzierungen, Wochen, Auszeichnungen, Anmerkungen) | Höchstplatzierung, Gesamtwochen, AuszeichnungChartplatzierungen (Jahr, Titel, Album, Platzierungen, Wochen, Auszeichnungen, Anmerkungen) | Höchstplatzierung, Gesamtwochen, AuszeichnungChartplatzierungen (Jahr, Titel, Album, Platzierungen, Wochen, Auszeichnungen, Anmerkungen) | Höchstplatzierung, Gesamtwochen, AuszeichnungChartplatzierungen (Jahr, Titel, Album, Platzierungen, Wochen, Auszeichnungen, Anmerkungen) | Höchstplatzierung, Gesamtwochen, AuszeichnungChartplatzierungen (Jahr, Titel, Album, Platzierungen, Wochen, Auszeichnungen, Anmerkungen) | Anmerkungen                                                    |
| Jahr | Titel Album                                            | DE | AT | CH | UK | US | Anmerkungen                                                    |
| ---- | ------------------------------------------------------ | --- | --- | --- | --- | --- | -------------------------------------------------------------- |
| 2005 | And Then What Let’s Get It: Thug Motivation 101        | — | — | — | — | US67 Gold (Mastertone) · (11 Wo.)US | Erstveröffentlichung: 7. Juni 2005 feat. Mannie Fresh          |
| 2005 | Soul Survivor Let’s Get It: Thug Motivation 101        | DE74 (4 Wo.)DE | — | — | UK16 (4 Wo.)UK | US4 ×4Vierfachplatin + Platin (Mastertone) · (26 Wo.)US                                                                                  | Erstveröffentlichung: 16. Juli 2005 feat. Akon                 |
| 2005 | My Hood Let’s Get It: Thug Motivation 101              | — | — | — | — | US77 (10 Wo.)US | Erstveröffentlichung: 26. Juli 2005                            |
| 2006 | I Luv It The Inspiration                               | — | — | — | — | US14 Platin · (15 Wo.)US | Erstveröffentlichung: 2. November 2006                         |
| 2007 | Go Getta The Inspiration                               | — | — | — | — | US18 Gold + Platin (Mastertone) · (20 Wo.)US                                                                                             | Erstveröffentlichung: 11. Dezember 2007 feat. R. Kelly         |
| 2008 | Put On The Recession                                   | — | — | — | — | US12 ×3Platin (Mastertone) + Dreifachplatin · (20 Wo.)US                                                                                 | Erstveröffentlichung: 3. Juni 2008 feat. Kanye West            |
| 2008 | My President The Recession                             | — | — | — | — | US53 Platin · (6 Wo.)US | Erstveröffentlichung: 15. November 2008 feat. Nas              |
| 2010 | Lose My Mind Thug Motivation 103: Hustlerz Ambition    | — | — | — | — | US35 Platin · (15 Wo.)US | Erstveröffentlichung: 30. März 2010 feat. Plies                |
| 2011 | Ballin’ Thug Motivation 103: Hustlerz Ambition         | — | — | — | — | US57 (5 Wo.)US | Erstveröffentlichung: 17. Mai 2011 feat. Lil Wayne             |
| 2012 | I Do Thug Motivation 103: Hustlerz Ambition            | — | — | — | — | US61 (15 Wo.)US | Erstveröffentlichung: 10. Januar 2012 feat. Jay-Z & André 3000 |
| 2012 | Leave You Alone Thug Motivation 103: Hustlerz Ambition | — | — | — | — | US51 Platin · (20 Wo.)US | Erstveröffentlichung: 21. Februar 2012 feat. Ne-Yo             |
| 2013 | R.I.P. It’s Tha World                                  | — | — | — | — | US58 Platin · (14 Wo.)US | Erstveröffentlichung: 5. Februar 2013 feat. 2 Chainz           |
| 2014 | Seen It All It’s Tha World                             | — | — | — | — | US85 Platin · (2 Wo.)US | Erstveröffentlichung: 1. Juli 2014 feat. Jay-Z                 |

Weitere Singles
- 2005: Trap or Die
- 2005: Trap Star/Go Crazy (Remix) (feat. Jay-Z & Fat Joe)
- 2007: Dreamin’ (feat. Keyshia Cole)
- 2011: Supafreak (feat. 2 Chainz, US: Gold)
- 2012: Get Right
- 2014: Me Ok (US: Gold)
- 2016: All There (feat. Bankroll Fresh, US: ×2Doppelplatin )
- 2017: In a Major Way (feat. Payroll Giovanni & Jan Vollers)

### Gastbeiträge
| Jahr | Titel Album                        | Höchstplatzierung, Gesamtwochen, AuszeichnungChartplatzierungen (Jahr, Titel, Album, Platzierungen, Wochen, Auszeichnungen, Anmerkungen) | Höchstplatzierung, Gesamtwochen, AuszeichnungChartplatzierungen (Jahr, Titel, Album, Platzierungen, Wochen, Auszeichnungen, Anmerkungen) | Höchstplatzierung, Gesamtwochen, AuszeichnungChartplatzierungen (Jahr, Titel, Album, Platzierungen, Wochen, Auszeichnungen, Anmerkungen) | Höchstplatzierung, Gesamtwochen, AuszeichnungChartplatzierungen (Jahr, Titel, Album, Platzierungen, Wochen, Auszeichnungen, Anmerkungen) | Höchstplatzierung, Gesamtwochen, AuszeichnungChartplatzierungen (Jahr, Titel, Album, Platzierungen, Wochen, Auszeichnungen, Anmerkungen) | Anmerkungen |
| Jahr | Titel Album                        | DE | AT | CH | UK | US | Anmerkungen |
| ---- | ---------------------------------- | --- | --- | --- | --- | --- | --- |
| 2006 | Say I So Amazin’                   | DE38 (7 Wo.)DE | AT64 (3 Wo.)AT | CH23 (14 Wo.)CH | UK4 (13 Wo.)UK | US21 (13 Wo.)US | Erstveröffentlichung: 14. März 2006 Christina Milian feat. Young Jeezy                                                              |
| 2007 | Diamonds From Nothin’ to Somethin’ | — | — | — | — | US83 (1 Wo.)US | Erstveröffentlichung: 3. April 2007 Fabolous feat. Young Jeezy                                                                      |
| 2008 | Love in This Club Here I Stand     | DE5 (14 Wo.)DE | AT12 (13 Wo.)AT | CH9 (26 Wo.)CH | UK4 Platin · (25 Wo.)UK | US1 ×5Fünffachplatin + Platin (Mastertone) · (25 Wo.)US                                                                                  | Erstveröffentlichung: 2. März 2008 Verkäufe: + 6.862.500; Usher feat. Young Jeezy                                                   |
| 2008 | Out Here Grindin We Global         | — | — | — | — | US39 Gold · (15 Wo.)US | Erstveröffentlichung: 24. Juni 2008 DJ Khaled feat. Akon, Rick Ross, Young Jeezy, Lil’ Boosie, Trick Daddy, Ace Hood & Plies        |
| 2009 | Never Ever Fantasy Ride            | — | — | — | — | US66 Gold · (15 Wo.)US | Erstveröffentlichung: 19. Januar 2009 Ciara feat. Young Jeezy                                                                       |
| 2009 | Amazing 808s & Heartbreak          | — | — | — | — | US81 Platin · (5 Wo.)US | Erstveröffentlichung: 10. März 2009 Kanye West feat. Young Jeezy                                                                    |
| 2009 | I’m Goin’ In So Far Gone           | — | — | — | — | US17 Platin · (18 Wo.)US | Erstveröffentlichung: 27. Oktober 2009 Drake feat. Lil Wayne & Young Jeezy                                                          |
| 2009 | Hard Rated R                       | — | — | — | UK42 (10 Wo.)UK | US8 ×2Doppelplatin · (20 Wo.)US | Erstveröffentlichung: 10. November 2009 Rihanna feat. Young Jeezy                                                                   |
| 2013 | Show Out Stay Trippy               | — | — | — | — | US75 (8 Wo.)US | Erstveröffentlichung: 28. Januar 2013 Juicy J feat. Big Sean & Jeezy                                                                |
| 2013 | Act Right I Am                     | — | — | — | — | US100 Platin · (1 Wo.)US | Erstveröffentlichung: 23. Juli 2013 Yo Gotti feat. Jeezy & YG                                                                       |
| 2013 | My Nigga My Krazy Life             | DE— GoldDE | — | — | UK53 Gold · (10 Wo.)UK | US19 ×5Fünffachplatin · (27 Wo.)US | Erstveröffentlichung: 17. September 2013 YG feat. Jeezy & Rich Homie Quan in den Charts zensiert als My N***a oder My Hitta geführt |
| 2018 | That’s on Me Ain’t No Goin’ Bacc   | — | — | — | — | US56 Platin · (17 Wo.)US | Erstveröffentlichung: 26. Oktober 2018 Yella Beezy feat. 2 Chainz, T.I., Rich the Kid, Jeezy, Boosie Badazz & Trapboy Freddy        |

Weitere Gastbeiträge
- 2012: We in This Bitch (DJ Drama feat. Young Jezzy, Future, Ludacris & T.I.)
- 2014: Make It Home (August Alsina feat. Jeezy, US: Gold)
- 2015: Walked in Remix (Bankroll Fresh Feat. Street Money Boochie, Travis Porter & Jeezy, US: Gold)

Weitere Lieder mit Auszeichnungen
- 2006: Hustlin’ (Remix) (Rick Ross feat. Jay-Z & Jeezy, UK: Silber)

## Filmografie
- 2009: Janky Promoters (als Young Jeezy)